# Erecongoa granulata
Erecongoa granulata is een hooiwagen uit de familie Assamiidae.